# Eduardo Falla Solano Airport
Eduardo Falla Solano Airport är en flygplats i Colombia.   Den ligger i departementet Caquetá, i den centrala delen av landet, 280 km söder om huvudstaden Bogotá. Eduardo Falla Solano Airport ligger 263 meter över havet.
Terrängen runt Eduardo Falla Solano Airport är huvudsakligen platt. Eduardo Falla Solano Airport ligger nere i en dal. Runt Eduardo Falla Solano Airport är det mycket glesbefolkat, med 2 invånare per kvadratkilometer. Omgivningarna runt Eduardo Falla Solano Airport är huvudsakligen savann.